# Lady Andrade
Pour les articles homonymes, voir Andrade.
Lady Andrade, née le 10 janvier 1992 à Bogota, est une footballeuse internationale colombienne. Elle évolue au poste de milieu offensive ou d'attaquante au Real Brasília.

## Biographie

### Carrière en club
Lady Andrade se fait repérer par l'Inter de Bogota à l'âge de douze ans ; elle évolue au début en défense centrale avant de monter d'un cran. Elle reste à Bogota jusqu'à sa majorité puis joue de 2011 à 2012 au Club Deportivo Formas Íntimas, disputant notamment la Copa Libertadores féminine.
Sa première expérience à l'étranger a lieu en Espagne en 2013, où elle joue pour le Sporting de Huelva. Quelques mois plus tard, elle évolue en Finlande au PK-35, évoluant en Ligue des champions.
Elle s'engage ensuite en 2015 au Western New York Flash évoluant en NWSL.

### Carrière internationale
En sélections de jeunes, Lady Andrade remporte le Sudamericano Femenino des moins de 17 ans en 2008.
Elle fait aussi partie de la sélection colombienne terminant deuxième du Sudamericano Femenino des moins de 20 ans de 2010 et quatrième de la Coupe du monde féminine de football des moins de 20 ans 2010.
Avec l'équipe de Colombie féminine de football, elle est quatrième des Jeux panaméricains de 2011, éliminée en phase de poules de la Coupe du monde féminine de football 2011, des Jeux olympiques d'été de 2012 et des Jeux sud-américains de 2014, finaliste de la Copa América féminine 2014 et des Jeux d'Amérique centrale et des Caraïbes de 2014 et est éliminée en huitièmes de finale de la Coupe du monde féminine de football 2015.

### Carrière en futsal
Lady Andrade remporte la Copa América féminine de futsal avec la sélection colombienne en 2015, et est sacrée meilleure joueuse du tournoi,.

## Palmarès

### En sélection nationale
- Vainqueur de la Copa América féminine de futsal en 2015
- Finaliste de la Copa América féminine 2014
- Finaliste des Jeux d'Amérique centrale et des Caraïbes de 2014
- Finaliste du Sudamericano Femenino des moins de 20 ans en 2010
- Vainqueur du Sudamericano Femenino des moins de 17 ans en 2008

### Distinctions individuelles
- Meilleure joueuse de la Copa América féminine de futsal en 2015